# Giōrgos Tsalmpourīs
Giōrgos Tsalmpourīs (in greco Γιώργος Τσαλμπούρης?; Veria, 22 giugno 1996) è un cestista greco.

## Palmarès
- Coppa Intercontinentale: 1

AEK Atene: 2019